# Pascal Canfin
Pascal Canfin (nacido el 22 de agosto de 1974, Arras, Francia) es un periodista y político francés. Ha sido diputado al Parlamento Europeo desde 2009, y además nombrado el 16 de mayo de 2012, Ministro Delegado al Desarrollo del Ministerio de Relaciones Exteriores de Francia, durante el gobierno de Jean-Marc Ayrault. En las elecciones para el Parlamento Europeo de 2019, fue elegido en la lista de grupo Renew Europe y sirve como presidente del Comité de Medio Ambiente, Salud Pública y Seguridad Alimentaria; siguiendo su iniciativa, el Parlamento Europea declaró en diciembre de 2019 un "estado de emergencia climática".
Canfin fue anteriormente jefe de la sección francesa de WWF hasta el 25 de marzo de 2019, y Ministro de Desarrollo bajo el ministro de Asuntos Exteriores en el Gabinete de Ayrault . Canfin desempeñó anteriormente el puesto de miembro del Parlamento Europeo de 2009 a 2012.  
De julio de 2014 a diciembre de 2015, Canfin fue Asesor Principal sobre Clima en el Instituto de Recursos Mundiales (WRI), clasificado como el grupo de expertos más influyente del mundo en temas ambientales, en la preparación de la Cumbre internacional sobre el clima celebradaen París en diciembre de 2015 (COP21). Para este asunto, también copresidió con Alain Grandjean la Comisión de financiación innovadora para el clima, ordenada por el presidente de la República Francesa. 
En las elecciones europeas de 2009 , Canfin fue el tercer candidato en la lista presentada por Europe Écologie , una alianza electoral de la cual los Verdes formaron parte.
En junio de 2010, Canfin inició una llamada a los eurodiputados del Comité de Asuntos Económicos y Monetarios para crear una organización no gubernamental capaz de desarrollar una contra-experiencia en actividades financieras lideradas por los principales operadores financieros (bancos, compañías de seguros, fondos de cobertura, etc.) .). La llamada se llamaba Finance Watch . Se le unieron unos cien representantes electos europeos, nacionales y regionales dentro de la Unión Europea. Un año después, en junio de 2011, Finance Watch se estableció como una ONG. 
En diciembre de 2019, el Comité de Medio Ambiente adopta una resolución que destaca las debilidades de la Iniciativa Europea de Polinizadores, que "no protege a las abejas y otros polinizadores de algunas de las muchas causas de su declive.
Dentro del marco del Green Deal presentado por la Comisión Europea, Pascal Canfin trabaja a favor de la neutralidad de carbono para 2050, una reducción del 50-55% en las emisiones de gases de efecto invernadero para 2030 y una transición justa. 
En enero de 2019, Politico Europe ha elegido a Pascal Canfin como el número 1 en el "Top 20 de eurodiputados para observar en 2020". 